# Vägen till ingenstans
Vägen till ingenstans är en svensk dokumentärfilm, som gjorts av Johan Palmgren. Filmen skildrar människorna längs vägsträckan, som skulle förbinda Kiruna med Norge via Kurravaara, men där allt abrupt stannade av. 
Den svenska bilvägen norr om Torneträsk är drygt 20 kilometer lång, men har inte någon förbindelse med det svenska vägnätet.
Filmen visades först på festivalen Way Out West i Slottsskogen i Göteborg den 7-9 augusti 2024, därefter den 17 augusti för 90 personer vid familjen Stöckels lada i byn Kattuvuoma samt några premiärvisningar i Kiruna och fyra andra orter i Norrbotten och Västerbotten i september 2024. Den hade officiell biopremiär i mitten av oktober 2024.
Vägen förbinder fem byar. Den går från Salmi (finska och meänkieli för ’sund’; nordsamiska: Čoalbmi ’sund’) inom Talma sameby i Jukkasjärvi socken i Kiruna kommun belägen öster om Torne träsk via Korttolahti, Láhttelouokta och Kattuvuoma till Láimoluokta. Vägen kallas även Talmavägen. Johan Palmgren har följt folket vid vägen i tre år. 
Skälet till att vägen är byggd helt isolerad är att ett påbörjat vägbygge på 1950-talet tvärt avbröts och aldrig återupptogs. Den började byggas på 1950-talet, och den började byggas mitt på. Tanken var att åstadkomma en förbindelselänk mellan Kiruna och Nordnorge, men oro under kalla kriget gjorde att bland annat militären i Nato utövade påtryckningar att inte färdigställa den av militärstrategiska skäl. Vägen och byarna nås fortfarande idag på vintern med skoter över Torneträsks is och resten av året med båt eller helikopter.